# Elanur Polat
Elanur Polat (Amsterdam) is een voetbalspeelster uit Turkije. Ze speelt als aanvaller voor Sparta Rotterdam.

## Carrière
Polat begon op tienjarige leeftijd met voetballen. Dit deed ze bij AVV SDZ in Amsterdam. Vervolgens speelde ze een paar jaar voor SC Buitenveldert. In 2021 stapte Polat over naar Sparta Rotterdam. 
Op 23 mei 2022 tekende ze een eenjarig contract bij VV Alkmaar.
Op 20 november 2022 maakte ze haar debuut voor VV Alkmaar in de Vrouwen Eredivisie in een uitwedstrijd tegen Telstar door in de 67ste minuut in te vallen voor Veerle van der Most. Polat kwam tot nog twee invalbeurten in wedstrijden tegen ADO Den Haag en PEC Zwolle.
In 2023 liep Polat een knie- en enkelblessure op. Na hersteld te zijn van haar blessure keerde ze weer terug bij Sparta Rotterdam.

## Statistieken
| Seizoen | Club       | Competitie | Competitie | Competitie | Beker | Beker | Overig | Overig | Totaal | Totaal |
| Seizoen | Club       | Competitie | Wed.       | Dlp.       | Wed.  | Dlp.  | Wed.   | Dlp.   | Wed.   | Dlp.   |
| ------- | ---------- | ---------- | ---------- | ---------- | ----- | ----- | ------ | ------ | ------ | ------ |
| 2022/23 | VV Alkmaar | Eredivisie | 3          | 0          | 1     | 0     | 0      | 0      | 4      | 0      |
| Totaal  | Totaal     | Totaal     | 3          | 0          | 1     | 0     | 0      | 0      | 4      | 0      |

Bijgewerkt t/m 10 februari 2024.